# Константиновский поселковый совет Харьковской области
Константиновский поселковый совет — входит в состав Краснокутского района Харьковской области Украины.
Административный центр поселкового совета находится в пгт Константиновка.

## История
- 1920 — дата образования.

## Населённые пункты совета
- пгт Константиновка
- посёлок Каменно-Хуторское
- посёлок Ковалевское
- посёлок Степовое